# Пулі-Хумрі
Пулі-Хумрі (дарі پل خمری  Pol-e Xomri ) — місто на півночі Афганістану, центр провінції Баглан .
З 2006 в місті розташовується контингент угорських збройних сил в рамках ISAF.

## Географія
Пулі-Хумрі знаходиться на перетині головних транспортних магістралей. Через місто проходить прокладена радянськими та афганськими будівельниками автострада Кабул — Мазарі-Шаріф.

### Клімат
Місто знаходиться у зоні, котра характеризується вологим континентальним кліматом зі спекотним літом. Найтепліший місяць — липень із середньою температурою 29.6 °C (85.3 °F). Найхолодніший місяць — січень, із середньою температурою 2 °С (35.6 °F).
| Клімат Пулі-Хумрі       | Клімат Пулі-Хумрі | Клімат Пулі-Хумрі | Клімат Пулі-Хумрі | Клімат Пулі-Хумрі | Клімат Пулі-Хумрі | Клімат Пулі-Хумрі | Клімат Пулі-Хумрі | Клімат Пулі-Хумрі | Клімат Пулі-Хумрі | Клімат Пулі-Хумрі | Клімат Пулі-Хумрі | Клімат Пулі-Хумрі | Клімат Пулі-Хумрі |
| Показник                | Січ.              | Лют.              | Бер.              | Квіт.             | Трав.             | Черв.             | Лип.              | Серп.             | Вер.              | Жовт.             | Лист.             | Груд.             | Рік               |
| Середня температура, °C | 2                 | 4,1               | 10                | 16,4              | 21,5              | 27,3              | 29,6              | 28,2              | 23,5              | 17,5              | 10,1              | 4,9               | 16,3              |
| Норма опадів, мм        | 45                | 59.7              | 77.5              | 63                | 27.2              | 0.3               | 0.8               | 0.2               | 0.7               | 7                 | 19.4              | 27.5              | 328.3             |
| Днів з опадами          | 3,2               | 5,2               | 9,7               | 9,7               | 6,9               | 0,6               | 0,4               | 0                 | 0,1               | 2,5               | 3,8               | 4,3               | 46,4              |
| Вологість повітря, %    | 69.7              | 69                | 65.3              | 62.2              | 48.8              | 31.9              | 30                | 30.1              | 32.1              | 41.5              | 54.4              | 66.4              | 50.1              |
| ----------------------- | ----------------- | ----------------- | ----------------- | ----------------- | ----------------- | ----------------- | ----------------- | ----------------- | ----------------- | ----------------- | ----------------- | ----------------- | ----------------- |
| Джерело: Weatherbase    |                   |                   |                   |                   |                   |                   |                   |                   |                   |                   |                   |                   |                   |

## Населення
За даними перепису 1979 року в місті проживав 31101 житель. За оцінками на 2007 рік населення зросло приблизно в 2 рази і склало 58,3 тис. жителів. За цим показником Пулі-Хумрі є сьомим за величиною містом в Афганістані.

## Економіка
Пулі-Хумрі перебуває в сприятливому для ведення сільського господарства регіоні країни. За 12 км на північ від Пулі-Хумрі знаходяться розкопки стародавнього комплексу Сурх-Котал.
11 листопада 2001 року бойовики  Північного Альянсу вибили талібів з міста.
Головними промисловими об'єктами міста є гідроелектростанція, побудована за допомогою СРСР, і цементний завод, зведений за сприяння ЧССР. Відомо також, що за участю німецьких фахівців в місті була споруджена текстильна фабрика.